# Club Deportivo Walter Ferretti
O Club Deportivo Walter Ferretti é um clube de futebol com sede em Manágua na Nicarágua.

## Títulos
- Campeonato Nicaraguense de Futebol: 1997–98, 2000–01, 2014–15